# Hiëronymus van Beverningh
Hiëronymus van Beverningh (Gouda, 25 april 1614 – Warmond, 30 oktober 1690) was een Gouds regent, diplomaat en thesaurier-generaal van de Republiek der Zeven Verenigde Nederlanden in de Gouden Eeuw.
Van Beverningh groeide op in Gouda en studeerde aan de Universiteit Leiden. Hij nam als Statenlid deel aan de Eerste Grote Vergadering van de Staten-Generaal en was een naaste medestander van Johan de Witt in het Eerste Stadhouderloze Tijdperk. Tijdens het rampjaar 1672 was hij als gedeputeerde van de Staten-Generaal met stadhouder Willem III betrokken bij de verdediging van de Republiek.
De Staten-Generaal benoemden Van Beverningh herhaaldelijk tot gezant om de Republiek te vertegenwoordigen bij vredesonderhandelingen. In deze functie was hij onder meer betrokken bij de vredesverdragen die een einde maakten aan de Eerste en Tweede Engels-Nederlandse Oorlog, en de Hollandse Oorlog. De Gouwenaar werkte eveneens aan de totstandkoming van de Akte van Seclusie in 1654, het Partagetraktaat van 1661 en de Spaans-Nederlandse Alliantie van 1671. Tijdens deze diplomatieke missies had hij veelal een leidende rol en onderhield hij de correspondentie met de Staten-Generaal en de raadpensionaris van Holland. Diverse keren sprak hij direct met de staatshoofden van Engeland, Spanje en Frankrijk.
Van Beverningh bracht veel tijd door op zijn buitenplaats Lockhorst, waar hij een tuin met uitheemse planten verzorgde. Hij was daarnaast als curator betrokken bij de Universiteit Leiden. Hiëronymus van Beverningh overleed op 30 oktober 1690, op 76-jarige leeftijd. Hij werd begraven in een grafkapel in de Sint-Janskerk in zijn geboorteplaats Gouda.

## Biografie

### Vroege jaren (1614–±1648)
Hiëronymus van Beverningh (of Beverningk) werd geboren op 25 april 1614 in Gouda. Zijn vader Melchior en zijn grootvader Johan vochten in het Staatse leger tijdens de Tachtigjarige Oorlog. Zijn vader was kapitein bij de infanterie, zijn grootvader luitenant-generaal van de artillerie. Zijn Duitse grootvader Johan kwam in dienst van Filips van Hohenlohe-Neuenstein naar de Nederlanden en bleef daar na een huwelijk met de dochter van de Goudse burgemeester Dirck Janszoon Loncq wonen. De familie van zijn moeder Sibilla Standert was eveneens militair actief; haar vader Leonard Standert was kapitein bij de infanterie en gouverneur van fort Knodsenburg. Hiëronymus had vijf zussen: Catharina, Agnes, Atelia, Maria en Klara. Melchior van Beverningh was als militair vaak en langdurig van huis; via brieven hield hij contact met zijn zoon. De brieven die bewaard zijn gaan veelal over Hiëronymus' opleiding.

#### Opleiding

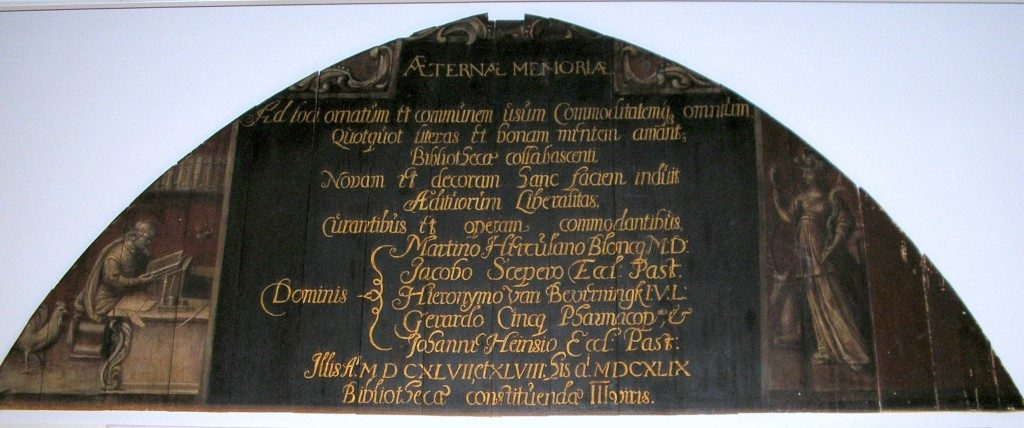
Het bord met de vermelding van de librijemeesters dat Hiëronymus van Beverningh liet maken. Naast zijn naam worden Jacobus Sceperus, de arts Martinus Bloncq, de apotheker Gerard Cincq en de predikant Joannes Heinsius vermeld

Van Beverningh bezocht in zijn geboortestad de Latijnse School aan de Groeneweg. Daar leerde hij onder leiding van rector Jacobus Hovius Grieks en Latijn. Uit een van de brieven die zijn vader in 1630 aan Hiëronymus stuurde blijkt dat hij een boek van Plutarchus wilde kopen; zijn vader gaf hiervoor toestemming 'op hoope, day ghy sult u werck daer van maken denselven te doorlesen, in plaets van op straet te knickeren'. Latere brieven gaan over Hiëronymus' wens om in Leiden aan de universiteit te studeren. Zijn vader maande hem tot rust, en verzekerde hem dat hij ook in Gouda nog veel kon leren.
Toch vertrok hij naar Leiden voor een studie in de rechten. Over zijn studietijd is weinig bekend. Biograaf Gilles Schotel speculeerde dat Van Beverningh in Leiden waarschijnlijk te vinden was in de collegezalen van professoren als Daniël Heinsius, Petrus Cunaeus en Arnoldus Vinnius, die destijds in Leiden college gaven. Na zijn studie reisde hij voor zijn grand tour naar Frankrijk. Hij vestigde zich daarna als advocaat in Gouda, waar hij deel werd van de bestuurlijke elite van de stad.

#### Gouda
Van Beverningh werd in 1644 opgenomen in de vroedschap van Gouda. In 1646 werd hij schepen van de stad. Hij werd in 1646 ook een van de meesters van de librije van Gouda. Deze stadsbibliotheek was gevestigd in de Sint-Janskerk en Van Beverningh leidde in 1646 en 1647 een verbouwing van de locatie. Ter herinnering hieraan liet hij een bord maken waarop de namen en familiewapens van de librijemeesters stonden vermeld.

### Eerste Stadhouderloze Tijdperk (±1648–1672)

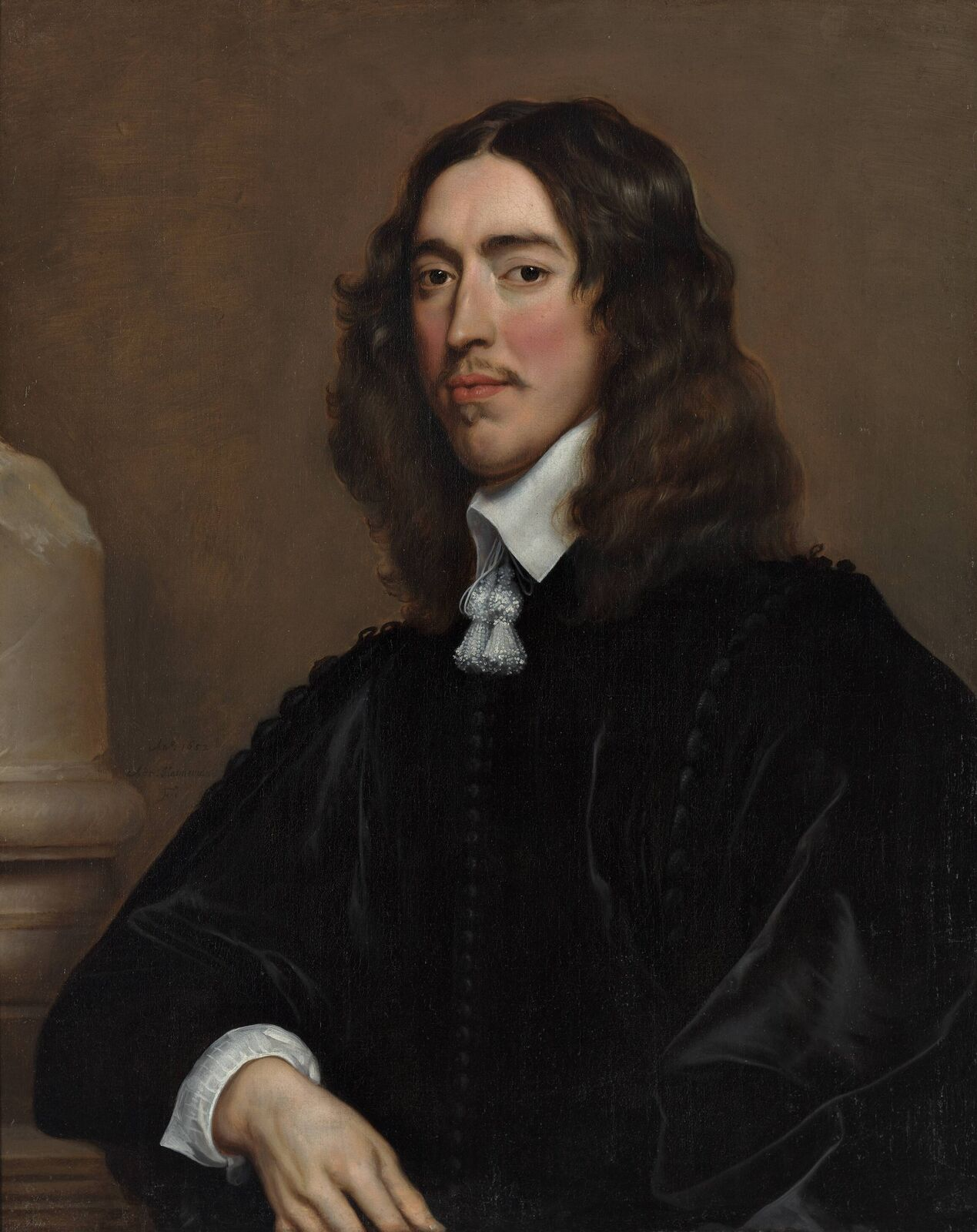
Hiëronymus van Beverningh was tijdens het Eerste Stadhouderloze Tijdperk een van de naaste medestanders van raadpensionaris Johan de Witt (Portret van De Witt, in 1652 geschilderd door Adriaen Hanneman).

Een jaar na zijn benoeming tot schepen werd Van Beverningh aangewezen om de stad Gouda te vertegenwoordigen in de Staten van Holland. Daar werkte men op dat moment aan de onderhandelingen over de Vrede van Münster, en volgens Schotel toonde Van Beverningh al direct zijn 'buitengewone schranderheid'. Tijdens de Eerste Grote Vergadering van de Staten-Generaal in het voorjaar van 1651 was hij een van de afgevaardigden van de Staten van Holland. Voorafgaand overtuigde hij samen met Joan Wolfert van Brederode en Jacob van Beveren de Staten van Utrecht om deel te nemen aan de vergadering.
Twee jaar na de Grote Vergadering trad Van Beverningh toe tot de Staten-Generaal. In hetzelfde jaar, 1653, werd Johan de Witt benoemd tot raadpensionaris van Holland en West-Friesland. Van Beverningh en de ongeveer tien jaar jongere De Witt raakten spoedig goed bevriend. Vanzelfsprekend was dit allerminst: de militaire kringen waar Van Beverningh uit voortkwam waren doorgaans prinsgezind terwijl De Witt binnen enkele jaren uitgroeide tot de voorman van de staatsgezinden. Hij behoorde desalniettemin lange tijd tot de 'intiemste vertrouwelingen' van de raadpensionaris. Hij was te gast op de bruiloft van De Witt en Wendela Bicker in februari 1655 en wierf in Gouda steun voor de benoeming van De Witts vader Jacob de Witt tot rekenmeester van Holland in 1657.

#### Eerste Engels-Nederlandse Oorlog
De Republiek der Zeven Verenigde Nederlanden was in 1653 in oorlog met het Engelse Gemenebest. De Staten benoemden Van Beverningh als lid van een delegatie die de Hanzesteden moest overhalen om de Republiek in het conflict te steunen. Deze diplomatieke missie vond echter nooit plaats. In plaats daarvan arriveerde de Gouwenaar op 27 juni in Londen om verkennende gesprekken te voeren met het Engelse staatshoofd Oliver Cromwell. Zodra bleek dat de Engelsen bereid waren om te onderhandelen stelden de Staten-Generaal een volwaardige delegatie samen die met het Engelse parlement en Cromwell een vredesverdrag moest opstellen. De keuze van de Staten-Generaal viel op Van Beverningh en Willem Nieuwpoort (Holland), Allart van Jongestall (Friesland) en Paul van der Perre (Zeeland). Volgens historicus Petrus Conradi werden Van Beverningh en Nieuwpoort gekozen omdat zij bekendstonden als mannen die weinig op hadden met het Huis Oranje-Nassau.
Van Beverningh had tijdens de onderhandelingen regelmatig schriftelijk en persoonlijk contact met De Witt, soms zonder medeweten van de andere gezanten. Van der Perre overleed in Londen, waardoor het de Hollanders Van Beverningh en Nieuwpoort weinig moeite kostte om Jongestall buitenspel te zetten.

#### Akte van Seclusie

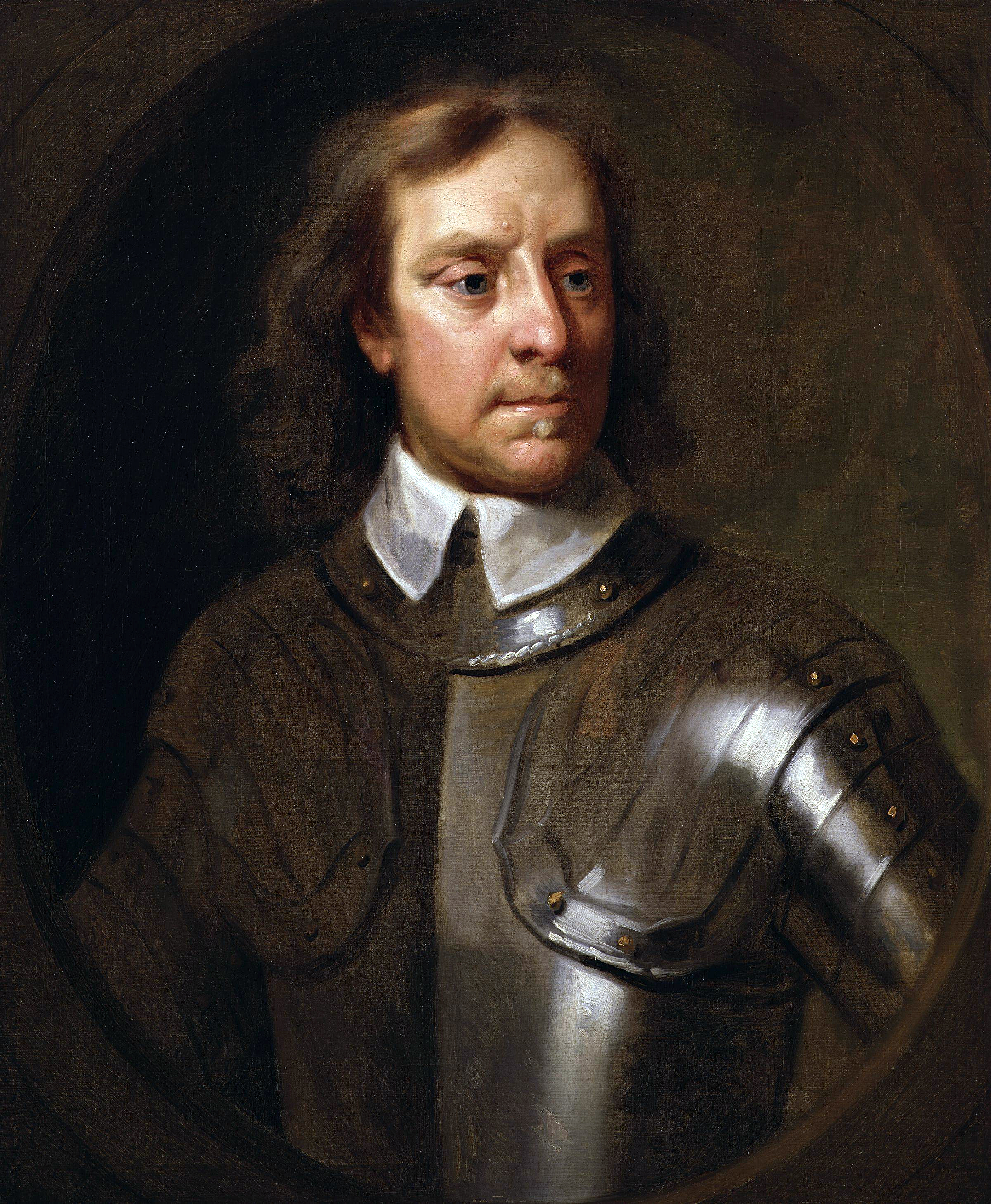
Hiëronymus van Beverningh onderhandelde in Londen met de Engelse lord protector Oliver Cromwell (Portret van Cromwell, in 1656 geschilderd door Samuel Cooper).

De Vrede van Westminster bevatte de Akte van Seclusie, waarin de Staten van Holland verklaarden dat zij Willem III en zijn eventuele nakomelingen nooit tot stadhouder of kapitein-generaal zouden benoemen. Deze bepaling was in eerdere Engelse voorstellen opgenomen en steeds afgewezen in de Staten-Generaal. De gezanten in Londen, waaronder Van Beverningh, hadden tevergeefs pogingen gedaan de Engelsen op andere gedachten te brengen. In december 1653 bleek dat een afzonderlijke en geheime afspraak met alleen Holland voor Cromwell ook acceptabel was. Er zouden twee vredesverdragen worden gesloten: een met de Staten-Generaal, en een met de Staten van Holland waarin de Akte van Seclusie was opgenomen.
Van Beverningh schreef in februari 1654 in een brief aan De Witt dat hij 'het point van den Prince van Orangien op de beste ende gevoechlijckste maniere hebbe voorgestelt'. In april liet Cromwell aan Van Beverningh weten dat hij het vredesverdrag pas zou tekenen als hij de Hollandse Akte van Seclusie had gezien. De Akte kon op deze manier onmogelijk lang geheim blijven, en de andere gewesten wilden het vredesverdrag pas tekenen nadat Holland dit had gedaan. De vredesonderhandelingen dreigden zo opnieuw te mislukken. Cromwell was bereid tot een compromis: Van Beverninghs mondelinge toezeggingen waren voldoende om hem op 15 april de Vrede van Westminster met de Staten-Generaal te laten tekenen. Na de ondertekening werd Van Beverningh in Gouda op feestelijke wijze onthaald. Een loflied prees zijn triomf over Mars, als personificatie van de oorlog.

Wees welkom Goude-tong, en Mond,
Die voor onz' vrye vryheyd stond, (...)
Die Mars sijn wapentuyg ontrukt
't Geen vloot, noch vlam oyt heeft gelukt.
— Fragment uit een Gouds loflied op Hiëronymus van Beverningh.

Het was aan De Witt om de Staten van Holland in te lichten over de Akte van Seclusie. Gouda was een van de meest fervente voorstanders van de bepaling. Op 4 mei namen de Staten de geheime Hollandse versie van het vredesverdrag met een meerderheid van stemmen aan. De overige gewesten, achterdochtig geworden door de geheime besprekingen in de Staten van Holland, schreven aan Cromwell dat de Republiek gezamenlijk één vredesverdrag had getekend en dat zij geen steun zouden geven aan eventuele afzonderlijke afspraken met Holland. Deze brief werd vertraagd, waardoor de gezanten de Akte reeds aan Cromwell hadden overhandigd. De Engelse lord protector had het vredesverdrag al getekend voor de brief in Londen aankwam.
De Witts klerk Johan van Messem informeerde Friesland over de geheime Akte. De andere gewesten en Hollandse prinsgezinden stelden De Witt, Van Beverningh en Nieuwpoort persoonlijk verantwoordelijk. Friesland riep de Staten-Generaal op om een onderzoek in te stellen naar de gezanten. In een vergadering van de Staten van Holland verklaarden Van Beverningh en Nieuwpoort onder ede dat het idee van de uitsluiting van Willem III afkomstig was van Cromwell, en dat geen van de Hollanders dit had voorgesteld, zoals afgevaardigden uit Friesland in de Staten-Generaal beweerden.

#### Vertrouweling van De Witt

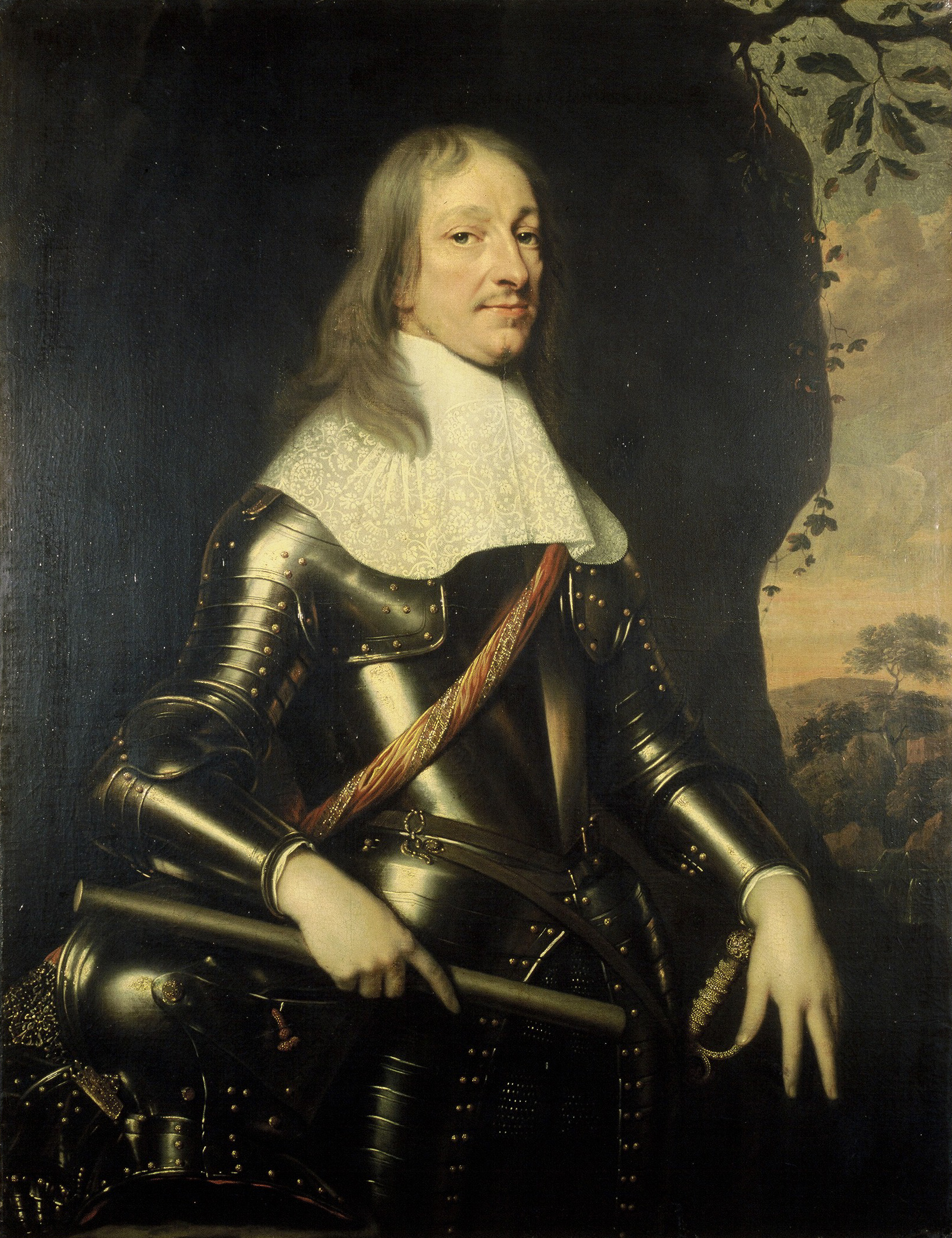
Hiëronymus van Beverningh had in de jaren 1654-1659 regelmatig te maken met de Friese stadhouder Willem Frederik van Nassau-Dietz (Portret van Willem Frederik, in 1664 geschilderd door Pieter Nason).

Op initiatief van De Witt werd Van Beverningh in 1654 voorgedragen als kandidaat voor het ambt van thesaurier-generaal. De Staten-Generaal benoemden hem nog voordat hij uit Engeland was teruggekomen. Zijn toetreding tot de Raad van State werd omwille van de Akte van Seclusie geblokkeerd door de Friese stadhouder Willem Frederik van Nassau-Dietz. De Witt bleef zich inzetten voor de benoeming, en slaagde er uiteindelijk in om de Friese tegenwerking te breken. Van Beverningh werd op 8 januari 1657 beëdigd als thesaurier-generaal. Stemrecht in de Raad van State kreeg hij niet; een compromis om de andere gewesten tegemoet te komen.
Diezelfde maand deden Overijssel en Friesland, gesteund door Stad en Lande (Groningen) en Zeeland, het voorstel om de Friese stadhouder als opvolger van de overleden Van Brederode te benoemen tot veldmaarschalk van het Staatse leger. De andere kandidaat, Johan Maurits van Nassau-Siegen kreeg nauwelijks steun. Op verzoek van De Witt mobiliseerde Van Beverningh politiek verzet tegen dit voorstel: Holland wilde de post in vredestijd onbemand laten, of zelfs afschaffen. Hij was zo succesvol dat Amalia van Solms, de schoonmoeder van Willem Frederik van Nassau-Dietz via haar dochter Albertine, hem vroeg zich neutraal op te stellen. Hij volgde echter het standpunt van De Witt, en pleitte er in de Gecommitteerde Raden voor om geen nieuwe veldmaarschalk te benoemen.
In de lente van 1657 had Van Beverningh opnieuw te maken met Willem Frederik. Nadat de Groningse burgemeester Johan Tjassens op 18 maart ternauwernood ontsnapte aan een woedende menigte stuurde de stadhouder zijn militairen de stad in. Dezen werden aangevallen door de Groningse bevolking en om een escalatie te voorkomen trok Willem Frederik zijn troepen terug. De Staten-Generaal benoemden een commissie om de langslepende bestuurlijke conflicten in Stad en Lande op te lossen. Van Beverningh had als lid van de commissie een rol in het opstellen van het 'reglement' van 1659 waarin een nieuwe bestuurlijke ordening van het gewest werd bepaald. Na het overlijden van Willem Frederik in 1664 schreef Albertine een brief aan Van Beverningh waarin ze hem bedankte voor zijn steun en de 'affectie' voor haar echtgenoot.
De situatie in Stad en Lande speelde op het moment dat Van Beverningh werd ingeschakeld om een diplomatiek conflict tussen de Republiek en Frankrijk op te lossen. In het voorjaar van 1657 nam Michiel de Ruyter in de Ligurische Zee twee Franse schepen in beslag. De Régine en Chasseur waren een geschenk van Zweden aan de Franse koning Lodewijk XIV, en hoewel De Ruyter terecht vaststelde dat de schepen als kapers actief waren viel het incident in Frankrijk slecht. De Nederlandse gezant in Frankrijk Willem Boreel slaagde er niet in de situatie te kalmeren, en daarom deed De Witt een beroep op Van Beverningh en Pieter de Groot. Samen met de Franse diplomaat Jacques Auguste de Thou bereikten zij een compromis dat de oorlogsdreiging wegnam. De schepen en bemanning werden in vrijheid gesteld, en Frankrijk zag af van vergelding.

#### Politieke middenpositie

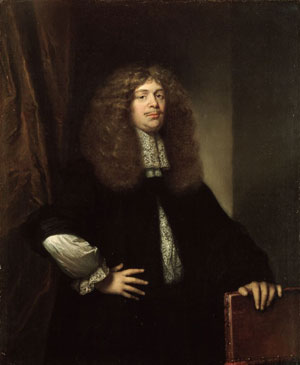
Coenraad van Beuningen was net als Hiëronymus van Beverningh een vertrouweling van Johan de Witt. Beide mannen zagen echter een plaats voor Willem III in het landsbestuur (Portret van Van Beuningen, in 1673 geschilderd door Caspar Netscher).

Van Beverningh trad in 1665 af als thesaurier-generaal. De Staten-Generaal probeerden hem tevergeefs te overtuigen om aan te blijven. Zij eerden hem met een 'allerloflykst Getuigschrift', en de Raad van State schonk hem een 'kostbaaren gouden geëmailleerden kop'. Historici hebben de redenen voor zijn besluit op verschillende manieren verklaard. Conradi stelde dat Van Beverningh afstand deed van zijn ambt 'opdat hy den Staaten van Holland te meer dienst zou kunnen doen'. Dit zou blijken uit het feit dat hij lid bleef van de vroedschap van Gouda en de Statenvergadering. Historicus Daniel Hooft suggereerde dat hij aftrad om zich volledig te richten op zijn diplomatieke taken. In moderne geschiedschrijving wordt veelal gedacht dat Van Beverningh zijn functie neerlegde om afstand te nemen tot De Witt. De Franse diplomaat Godefroi d'Estrades, een tijdgenoot, suggereerde reeds dat hij 'bevreesd' was geworden door de vele beschuldigingen die De Witt werden gemaakt.
Willem III was inmiddels bijna volwassen, en een groeiend aantal Hollandse regenten zag dat het wenselijk of onvermijdelijk was dat de jonge man een plaats kreeg in het landsbestuur. Zij waren niet uitgesproken prinsgezind zoals de regenten van Zeeland en Friesland veelal waren, maar voelden zich evenmin verbonden met de controversiële republikeinse ideeën van Hollandse schrijvers als Pieter de la Court, aan wiens werk De Witt en Pieter de Groot enkele jaren eerder een bijdrage hadden geleverd. De middenpartij werd een belangrijke politieke factor en ook Van Beverningh en Coenraad van Beuningen, een andere medestander van De Witt, maakten er deel van uit. Tijdgenoten merkten deze ontwikkeling ook op: D'Estrades schreef in 1667 dat Van Beverningh en Van Beuningen kritiek hadden op de afhankelijkheid van belangrijke functies van 'één familie' – een verwijzing naar De Witt. In de zomer van 1666 werd Van Beverningh benaderd door de samenzweerders Henri Buat, Johan Kievit en Ewoud van der Horst. Gesteund door de Engelse koning Karel II wilden zij de prinsgezinden in de Republiek bewegen tot een opstand tegen De Witt. De Gouwenaar toonde geen interesse in hun plannen en hield zich verre van hun activiteiten.
Van Beverningh werd in 1668 benoemd tot een van de vier burgemeesters van Gouda. Ignatius Walvis merkt in zijn stadsgeschiedenis op dat hij afstand deed van zijn benoeming en dat Gerard Sterre hem verving.

#### Eerste Münsterse Oorlog
In het najaar van 1665 werd de Republiek binnengevallen door het Prinsbisdom Münster. De keurvorst van Brandenburg-Pruisen, Frederik Willem I, beklaagde zich over de inkwartiering van Staatse militairen in de Kleefse steden en benadrukte dat Brandenburg neutraal was in het conflict tussen Münster en de Republiek. De Staten-Generaal stuurden Van Beverningh naar Kleef om de relatie met Brandenburg te herstellen. Op 16 februari 1666 sloot hij namens de Republiek twee verdragen met de keurvorst. Brandenburg en de Republiek zouden elkaar bijstaan als een van de landen werd aangevallen, en de twee landen sloten 'eene byzondere verbintenis' tegen de prins-bisschop van Münster. Van Beverningh onderhandelde in Kleef ook met een delegatie uit Münster. Op 18 april 1666 werden de partijen het eens over een vredesverdrag, de Vrede van Kleef.

#### Tweede Engels-Nederlandse Oorlog

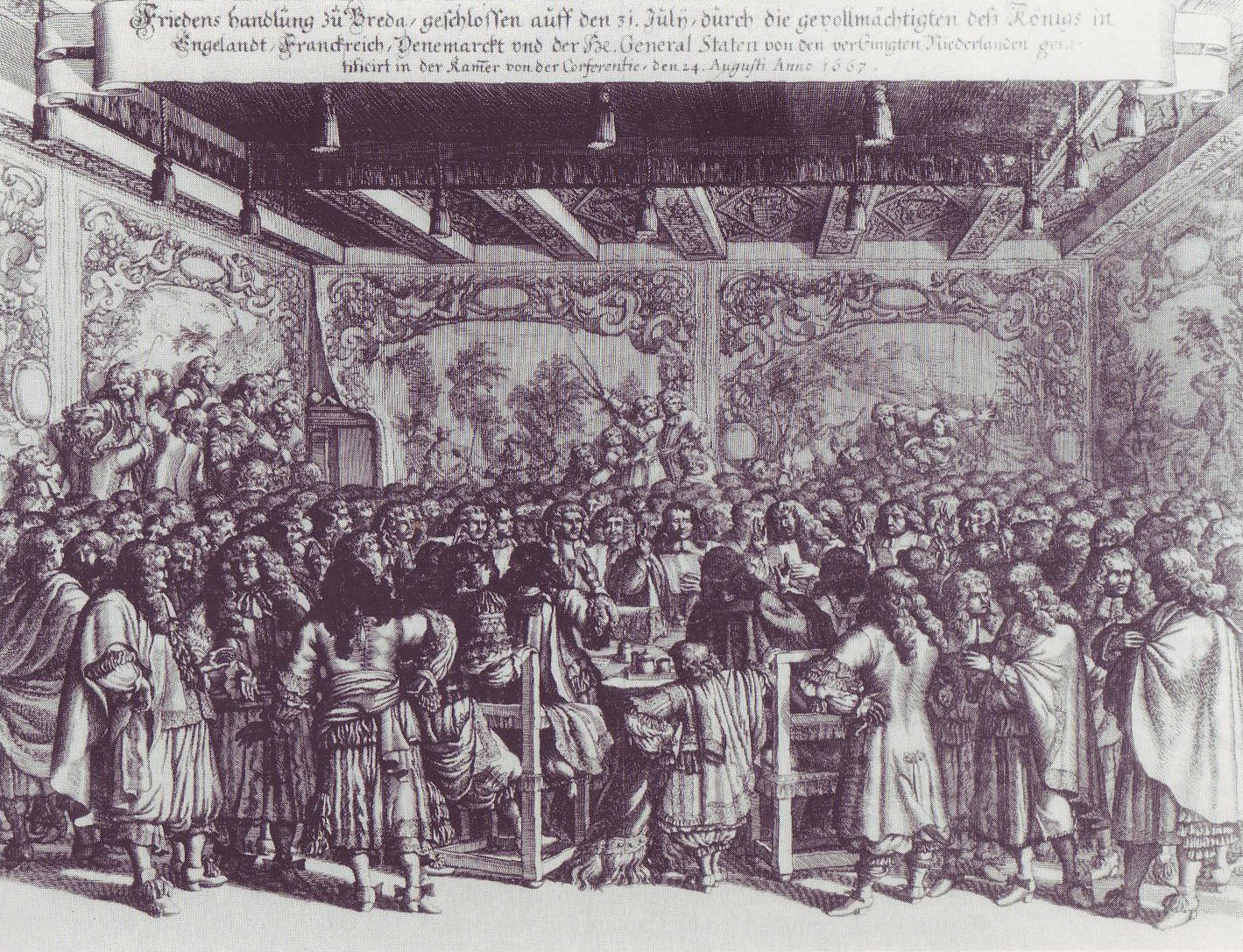
Hiëronymus van Beverningh leidde de Nederlandse delegatie bij de vredesconferentie in Breda (Ets van de onderhandelingen in Breda, in 1667 gemaakt door Romeyn de Hooghe).

In maart 1665 verklaarde Engeland de Republiek de oorlog. Om een einde te maken aan deze Tweede Engels-Nederlandse Oorlog werd in 1667 in Breda over een vredesverdrag onderhandeld. De Staten-Generaal benoemden een delegatie van vijf gezanten, maar de daadwerkelijke onderhandelingen werden gedaan door slechts drie van hen: Van Beverningh, Pieter de Huybert en Allart van Jongestall. Van Beverningh voerde doorgaans het woord. De Engelsen trachtten tijdens de onderhandelingen voornamelijk tijd te rekken. Frankrijk stond op het punt de Spaanse Nederlanden binnen te vallen en Engeland hoopte daardoor een voordeliger vrede te kunnen sluiten met de Republiek. Van Beverningh schreef De Witt dat het onderhandelen op deze manier vruchteloos was: er zou een militaire overwinning nodig zijn om de Engelsen in beweging te krijgen.
De succesvolle Tocht naar Chatham maakte het voor Van Beverningh mogelijk om een verdrag te sluiten dat volgens Hooft 'een der voordeeligste verdragen welke ooit door Nederland zijn aangegaan' was. De Franse diplomaat Antoine de Gramont concludeerde dat De Witt en Van Beverningh in Breda 'meesters van de geheele negotiatie' waren. Op 31 juli 1667 werd de Vrede van Breda getekend. Van Beverningh werd voor zijn leidende rol in de totstandkoming van het vredesverdrag door de Staten beloond met een bedrag van 10.000 gulden.

#### Devolutieoorlog
Frankrijk viel in mei 1667 de Spaanse Nederlanden binnen (Devolutieoorlog). De Staten-Generaal besloten om een 'buitengewoon gezantschap' te sturen naar de keizer van het Heilige Roomse Rijk, Leopold I, bestaande uit Van Beverningh en Johan Maurits van Nassau-Siegen. Zij moesten met de keizerlijke regering spreken over mogelijkheden om de Devolutieoorlog te beëindigen. De reis vond nooit plaats vanwege de vredesconferentie in Breda.
De dreiging van de Triple Alliantie dwong Lodewijk XIV in 1668 naar de onderhandelingstafel. Van Beverningh reisde als gezant naar Aken om deel te nemen aan de vredesonderhandelingen aldaar. De vredesconferentie leidde in mei 1668 tot de Vrede van Aken. Als beloning voor zijn werk ontving Van Beverningh een 'heerlyk zilveren Servies' van de Staten van Holland.

#### Spaans-Nederlandse Alliantie

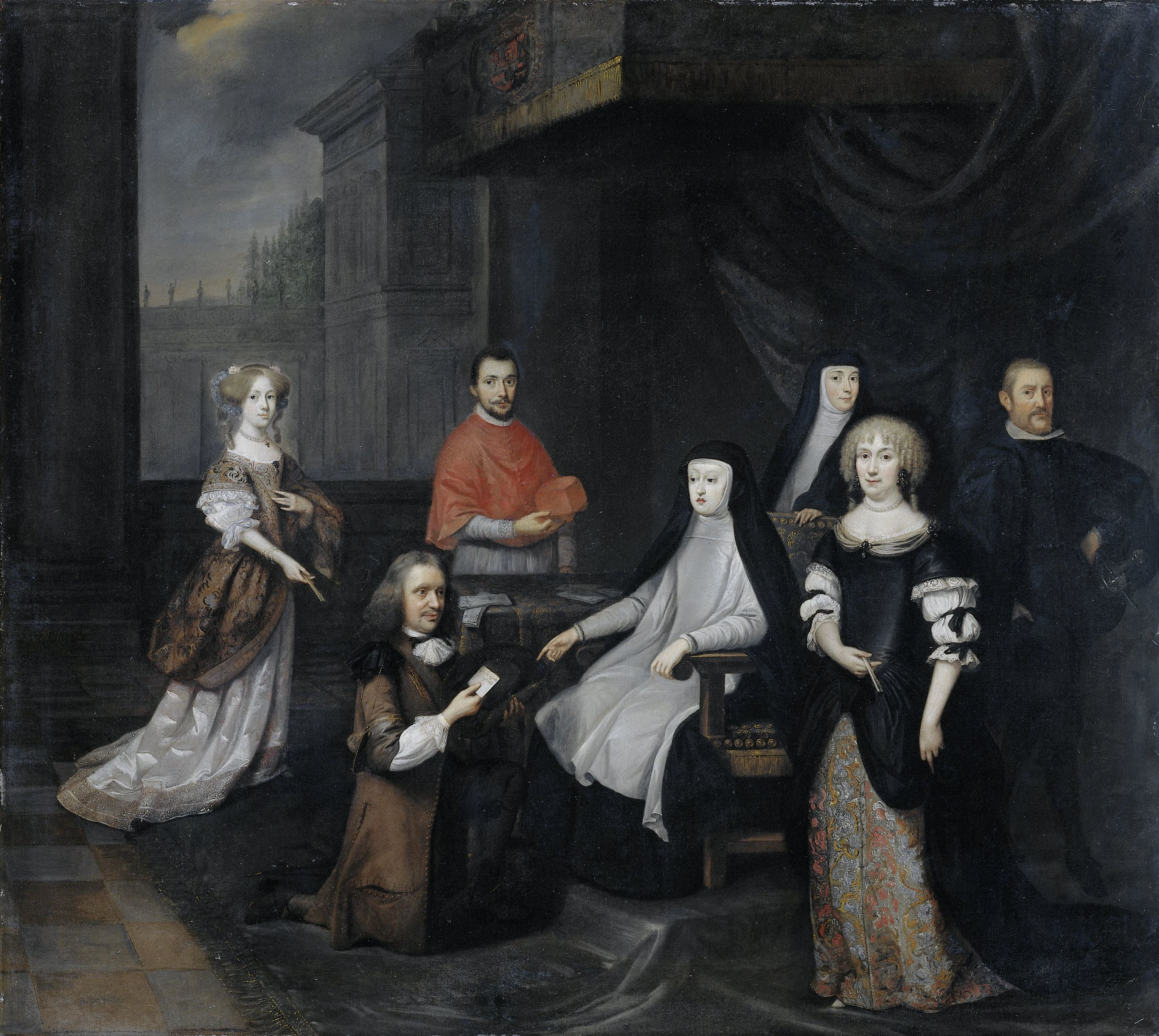
Hiëronymus van Beverningh werd op 2 maart 1671 in audiëntie ontvangen door de Spaanse koningin-regentes Maria-Anna (Van Beverningh aan het Spaanse hof, circa 1671 geschilderd door Caspar Netscher).

Na de Devolutieoorlog nam in de Republiek de vrees voor Franse expansiedrang toe. De Republiek had dringend behoefte aan bondgenoten en daarom reisde Van Beverningh in 1670 naar Brussel voor een gesprek met de landvoogd van de Spaanse Nederlanden, Juan Domingo de Haro. De Gouwenaar benadrukte dat het Spaanse Rijk de afspraken in de Vrede van Aken moest nakomen om Lodewijk XIV geen aanleiding te geven de oorlog te hervatten. De Witt drong er bij Van Beverningh op aan om in de Spaanse hoofdstad Madrid direct met het Spaanse hof te onderhandelen. Hij weigerde, en ging pas enkele maanden later akkoord nadat de financiële compensatie was verhoogd.
Van Beverningh vertrok in januari 1671 per schip naar Spanje, waar hij op 11 februari aankwam in het Baskische Bermeo. Per muildier reisde hij naar Bilbao, en van daaruit naar Madrid. Van Beverningh werd op 2 maart in audiëntie ontvangen door de Spaanse koningin-regentes Maria-Anna. Hoewel Frankrijk de Spaanse regering afwisselend beloftes deed en bedreigde, met het doel een verbond met de Republiek te voorkomen, legde Van Beverningh met succes de basis voor een defensieve alliantie tussen Spanje en de Republiek. De praktische uitwerking kwam enkele maanden later voor rekening van Cornelis de Witt, broer van raadpensionaris Johan de Witt. Van Beverningh verliet Spanje in augustus en reisde via Frankrijk terug naar Holland. Onderweg ontmoette hij op het Kasteel van Fontainebleau de Franse koning Lodewijk XIV, en sprak hij met hem over de situatie in de Spaanse Nederlanden.

### Hollandse Oorlog (1672–1678)

#### Gedeputeerde te Velde

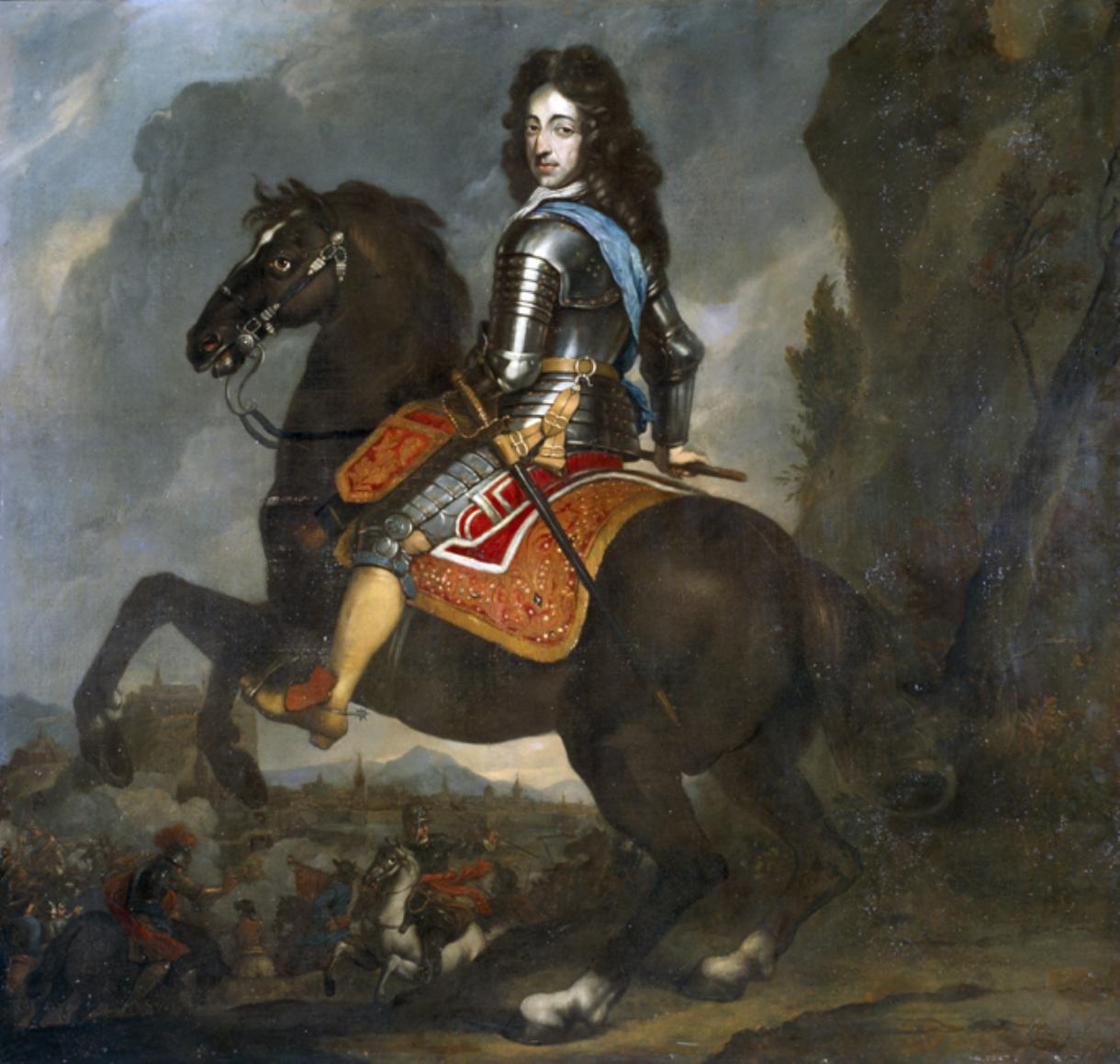
Willem III werd in 1672 bijgestaan door diverse gedeputeerden te velde, waaronder Hiëronymus van Beverningh en Cornelis de Witt (Willem III te paard, in 1670 geschilderd door Johannes Voorhout (I)).

De Staten van Holland stemden op 19 januari 1672 voor de benoeming van Willem III tot kapitein-generaal van het Staatse leger, maar slechts voor één veldtocht en onder toezicht van gedeputeerden van de Staten-Generaal. Deze 'gedeputeerden te velde' zouden het laatste woord hebben over zijn besluiten. Willem III weigerde de tijdelijke aanstelling. Van Beverningh en Gaspar Fagel drongen er bij De Witt op aan om een Utrechts compromis te accepteren: de benoeming zou levenslang worden in november, op de verjaardag van Willem III. Aldus werd op 25 februari besloten. Van Beverningh was een van de mannen die door de Staten-Generaal werden benoemd tot gedeputeerden te velde.
Op 27 maart verklaarde Engeland de oorlog aan de Republiek, op 6 april deed Frankrijk hetzelfde. Van Beverningh reisde na zijn benoeming tot gedeputeerde te velde naar de IJssellinie bij Doesburg, waar Willem III de militairen uit de verschillende gewesten trachtte te combineren tot één leger. In brieven aan De Witt beschreef Van Beverningh dat dit proces moeizaam verliep. In de eerste weken van mei waren er volgens hem niet meer dan 14.000 van de ongeveer 82.000 Staatse militairen aan de IJsellinie gestationeerd. Dat terwijl de Fransen een leger van ruim 125.000 militairen op de been hadden. Van Beverningh en Willem III hadden er daarom tevergeefs voor gepleit de vesting Maastricht niet zwaar te bemannen. Toen bleek dat de Fransen de Limburgse stad inderdaad hadden gepasseerd zonder deze te belegeren was het te laat om de ruim honderd compagnieën naar de noordelijke linie te verplaatsen.
In de eerste dagen van juni vielen de forten langs de Rijn in Franse handen. Van Beverningh berichtte aan De Witt over de 'grote paniek en schrik' in het Staatse leger. Op 7 juni woonde Van Beverningh de krijgsraad in Arnhem bij; Willem III en de belangrijkste militairen waren eveneens aanwezig. De Gouwenaar toonde zich weinig hoopvol over de kansen van het Staatse leger. Hij merkte twee dagen later op dat het leger aan de IJsellinie in een riskante positie was beland; de militairen moesten zich terugtrekken 'off wy worden van achteren en van vooren omsingelt', waarschuwde Van Beverningh. Om dat te voorkomen trok het leger zich terug van de IJssellinie. De paniek in de opgegeven steden was daardoor zo groot dat Van Beverningh bijna werd gelyncht toen hij Zutphen wilde verlaten.
Een week na de krijgsraad in Arnhem kwamen Van Beverningh en Willem III aan bij Utrecht. Daar volgden enkele dagen oponthoud omdat niet duidelijk was of de stad verdedigd zou (kunnen) worden. Van Beverningh pleitte ervoor de stad niet bij voorbaat op te geven, maar zijn stem was niet doorslaggevend. De Staten-Generaal besloten het leger verder terug te trekken en opgesplitst langs de Hollandse Waterlinie op te stellen. Van Beverningh voegde zich bij het hoofdkwartier bij Bodegraven, zo'n acht kilometer ten noorden van zijn geboorteplaats Gouda. Hij concludeerde dat de situatie 'desperaat' was. Gouda besloot op 19 juni na aandringen van Van Beverningh om de Waterlinie rond de stad sneller onder water te zetten. Hij schreef aan De Witt dat hij erop vertrouwde dat de Waterlinie van Amsterdam een onneembare vesting maakte.
Van Beverningh sprak in het legerkamp op 27 juni met Pieter de Groot, die door de Staten-Generaal naar Lodewijk XIV was gestuurd om te onderhandelen over de overgave van de Republiek. De Groots diplomatieke missie was controversieel en zijn speelruimte enorm: slechts de bepaling dat de soevereiniteit van de Republiek niet mocht worden opgegeven beperkte de blanco cheque van De Groot. Van Beverningh en Willem III vertelden De Groot dat zij niet graag in zijn schoenen stonden. Een dag later schreef de Gouwenaar een brief aan De Groot waarin hij verzocht zoveel mogelijk geïnformeerd te worden 'ten einde ick die menschen het harte wat moge stercken'.

#### Nieuw landsbestuur

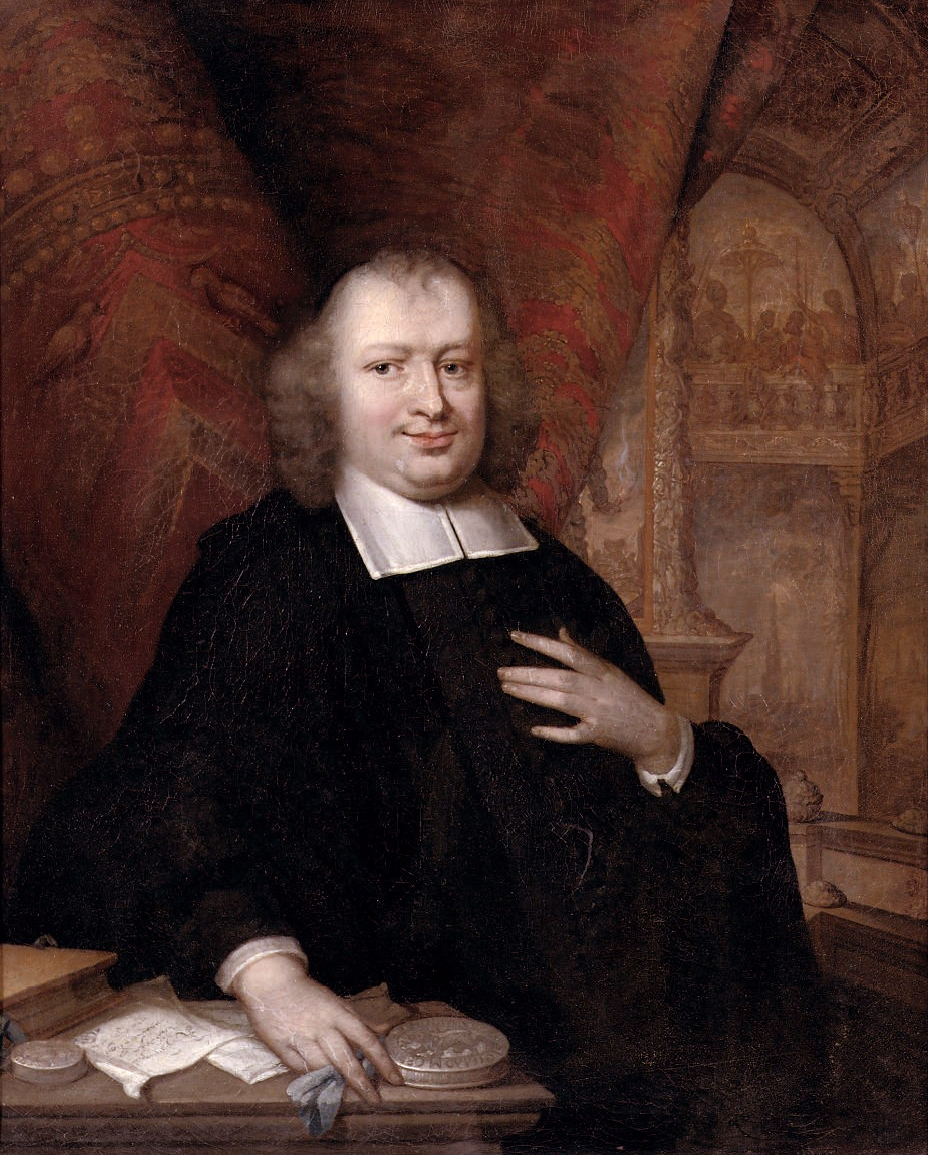
Gaspar Fagel werd in 1672 benoemd tot opvolger van Johan de Witt. Hiëronymus van Beverningh was ook een van de kandidaten (Portret van Gaspar Fagel, geschilderd door Johannes Vollevens).

De vroedschap van Gouda – waar Van Beverningh zelf nog altijd lid van was – besloot op 28 juni onder druk van de rellende bevolking om Willem III uit te nodigen voor een bezoek aan de stad. Willem III was op dat moment in Bodegraven, en Van Beverningh bezocht hem samen met andere Goudse regenten. De Gouwenaars zegden hem hun steun toe en nodigden hem officieel uit. Willem III kwam op donderdag 30 juni 1672 in Gouda. In het Herthuis op de Markt werd voor hem een uitgebreide maaltijd geserveerd. Van Beverningh was hierbij waarschijnlijk ook aanwezig.
Op 3 juli besloten de Staten van Holland om Willem III te benoemen tot stadhouder. De rol van De Witt in het landsbestuur was reeds zo goed als voorbij; in Den Haag heerste chaos. De diplomaat Godard Adriaan merkte op dat te midden van vluchtende regenten een kleine groep de zaken regelde. In zijn ogen waren dit in het bijzonder Willem III, Van Beverningh en de broers Nicolaes en Gaspar Fagel. De goede verstandhouding tussen Van Beverningh en Willem III werd niet gewaardeerd door de voormalige gouverneur van de stadhouder, Frederik van Nassau-Zuylestein, die hem associeerde met de politiek van De Witt. Van Beverningh, Van Beuningen en Scato Gockinga waren op 5 juli samen met Willem III in Nieuwerbrug om te onderhandelen met de Engelse diplomaten George Villier van Buckingham en Henry Bennet van Arlington. Een vredesverdrag leverden de besprekingen niet op, omdat de eisen van de Engelsen als onacceptabel werden gezien. De Engelsen sloten vervolgens op 16 juli met de Fransen het Akkoord van Heeswijk, waarin zij afspraken geen afzonderlijke vrede met de Republiek te zullen sluiten.
Raadpensionaris Johan de Witt bood op 4 augustus zijn ontslag aan. De Staten van Holland verleenden hem daarop een eervol ontslag. Hij werd op 20 augustus in Den Haag vermoord. Twee dagen voor de moord bespraken de Staten van Holland de opvolger van De Witt met Willem III. Er waren drie kandidaten: Van Beuningen, Van Beverningh en Gaspar Fagel. Uiteindelijk werd Fagel benoemd; hij was de keuze van de stadhouder. In oktober 1672 voerde Willem III er een lang gesprek met Michiel de Ruyter en diens echtgenote Anna van Gelder. Kort daarna werd bekend dat 62 Engelse schepen waren uitgevaren. Bijgestaan door Van Beverningh belegde Willem III een crisisberaad met De Ruyter. De luitenant-admiraal van de Staatse vloot vertrok daarop naar de haven van Hellevoetsluis, maar een Engelse landing op de kust van de Republiek bleef uit.

#### Vredesconferentie van Keulen

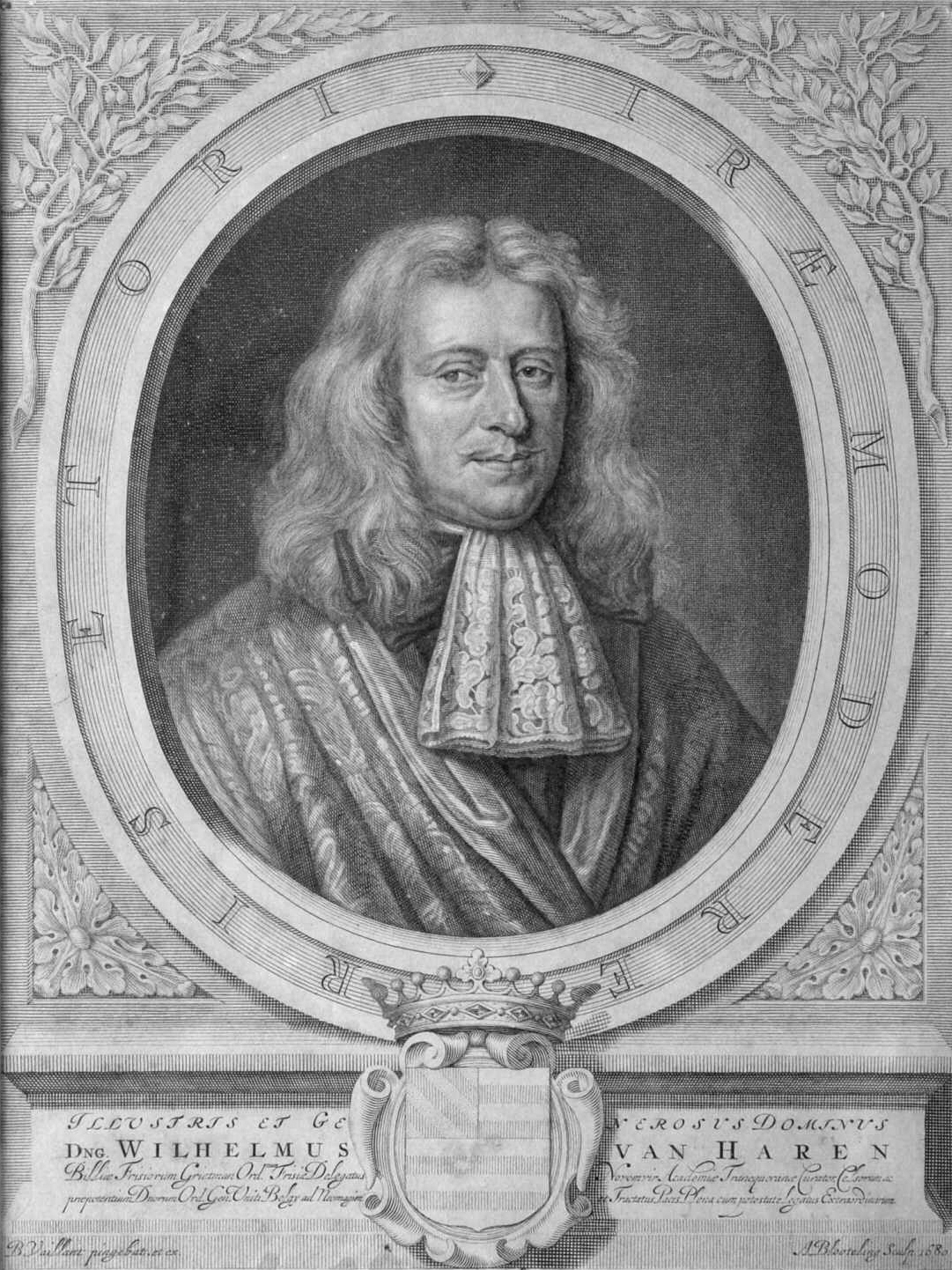
Willem van Haren werkte in Keulen en Nijmegen intensief samen met Hiëronymus van Beverningh (Portret van Van Haren, reproductie uit 1680 naar een schilderij van Bernard Vaillant).

Van Beverningh had zich na het Rampjaar graag teruggetrokken uit de diplomatieke wereld, maar hij liet zich door de Staten-Generaal en stadhouder Willem III overtuigen om in 1673 naar Keulen te reizen. Daar was op initiatief van Zweden een vredesconferentie belegd. Hij werd op 9 mei door de Staten-Generaal ingezworen als gezant; samen Frederik, baron van Reede tot Renswoude, Willem Hadriaan van Nassau, heer van Odyk, Willem van Haren en Johannes Ysbrands.
De eerste gesprekken van de conferentie vonden plaats in Aken, waar de delegatie op 19 mei aankwam. Op 1 juni werd besloten dat men toch naar Keulen zou afreizen, waar de gezanten op 14 juni op eigen verzoek zonder ceremonie werden ontvangen. Ondanks het Akkoord van Heeswijk was Frankrijk direct bereid om afzonderlijk met de Republiek te onderhandelen. Van Beverningh en Van Haren voerden een harde lijn in de gesprekken met de Fransen. De Republiek liet zich niets dicteren aangezien de Fransen de oorlog zonder geldige reden waren begonnen. Lodewijk XIV verklaarde enkel: 'Ambitie en gloire zijn een vorst altijd te vergeven'. Op 11 juli maakten Frankrijk en Engeland hun eisen bekend. Deze waren zo hoog dat Van Beverningh en Van Haren eerst met de Staten-Generaal wilden spreken. Ze reisden terug naar Den Haag, en in de gesprekken die daar tot 11 augustus duurden bleek geen van de gewesten bereid te zijn om gebieden af te staan. In dezelfde maand kwam de Quadruple Alliantie tot stand. Dit versterkte de positie van de Republiek in de onderhandelingen. Van Beverningh waarschuwde de Zweedse delegatie van tevoren dat de Alliantie het sluiten van vrede zou compliceren, omdat de Republiek na 15 september niet langer alleen kon onderhandelen. Tijdens de conferentie in Keulen werkte hij mee aan het sluiten van een verbond met Denemarken en Brandenburg-Pruisen.
De verharde posities en hoge eisen van de betrokkenen zorgden er samen met de veranderende bondgenootschappen voor dat er in Keulen geen vredesverdrag werd getekend. Van Beverningh en de andere gezanten waren bereid om diverse gebieden af te staan – zoals Maastricht en de Landen van Overmaas aan Frankrijk en het graafschap Zutphen aan Keulen – maar zowel de Staten-Generaal en Willem III als de Franse delegatie weigerden dit voorstel. De arrestatie van de pro-Franse gezant van Keulen, Willem Egon van Fürstenberg op 14 februari 1674 zorgde voor verdere obstakels. Frankrijk weigerde te onderhandelen zolang keizer Leopold I de gezant Fürstenberg gevangen hield. Van Beverningh sprak nog regelmatig in het geheim met de Franse diplomaat Antoine de Courtin, maar dit leidde niet tot een doorbraak. De onderhandelingen met Frankrijk werden op 19 mei 1674 beëindigd. Historicus Hooft noemde deze vredesonderhandelingen 'de eenige, waarin men zeggen kan, dat Beverningk niet ganschelijk is geslaagd'.

#### Vrede met Engeland, Münster en Keulen
De vredesconferentie in Keulen bleef voor Van Beverningh en de Republiek echter niet zonder resultaat. In het najaar van 1673 begon hij in opdracht van de Staten-Generaal geheime onderhandelingen met de Engelse diplomaat Joseph Williamson. De Staten-Generaal gaven hem een persoonlijk volmacht om vrede te sluiten met Engeland. De onderhandelingen verliepen voorspoedig, mede dankzij bemiddeling van de Spaanse ambassadeur in Londen, de markies Del Fresno. Hierdoor kon op 19 februari 1674 de Vrede van Westminster worden gesloten. In mei maakte Van Beverningh deel uit van een delegatie die naar Londen reisde voor verdere onderhandelingen met Karel II. Met schepen van de Staatse vloot voeren ze naar Gravesend. Na uren te hebben gewacht op een koets voer de delegatie 'met een schuitje' naar Greenwich. Enkele dagen later werden Van Beverningh en Van Haren aan het Engelse hof ontvangen. De reis is in detail beschreven door de meevarende predikant Joannes Vollenhove.
Van Beverningh onderhandelde vervolgens in opdracht van raadpensionaris Fagel met de delegatie van Münster. Het opbreken van de Franse coalitie was volgens Van Beverningh belangrijk omdat 'de fransche partij daardoor zeer verzwakt zou worden'. Hij richtte zich ook op Keulen. In een brief aan Fagel merkte hij op dat de keurvorst van Keulen, Maximiliaan, 'aan het waggelen' was. Münster tekende op 22 april 1674 een vredesverdrag met de Republiek. Op 11 mei tekenden Van Beverningh en de overige gezanten ook een vredesverdrag met Keulen.

#### Vredesconferentie van Nijmegen

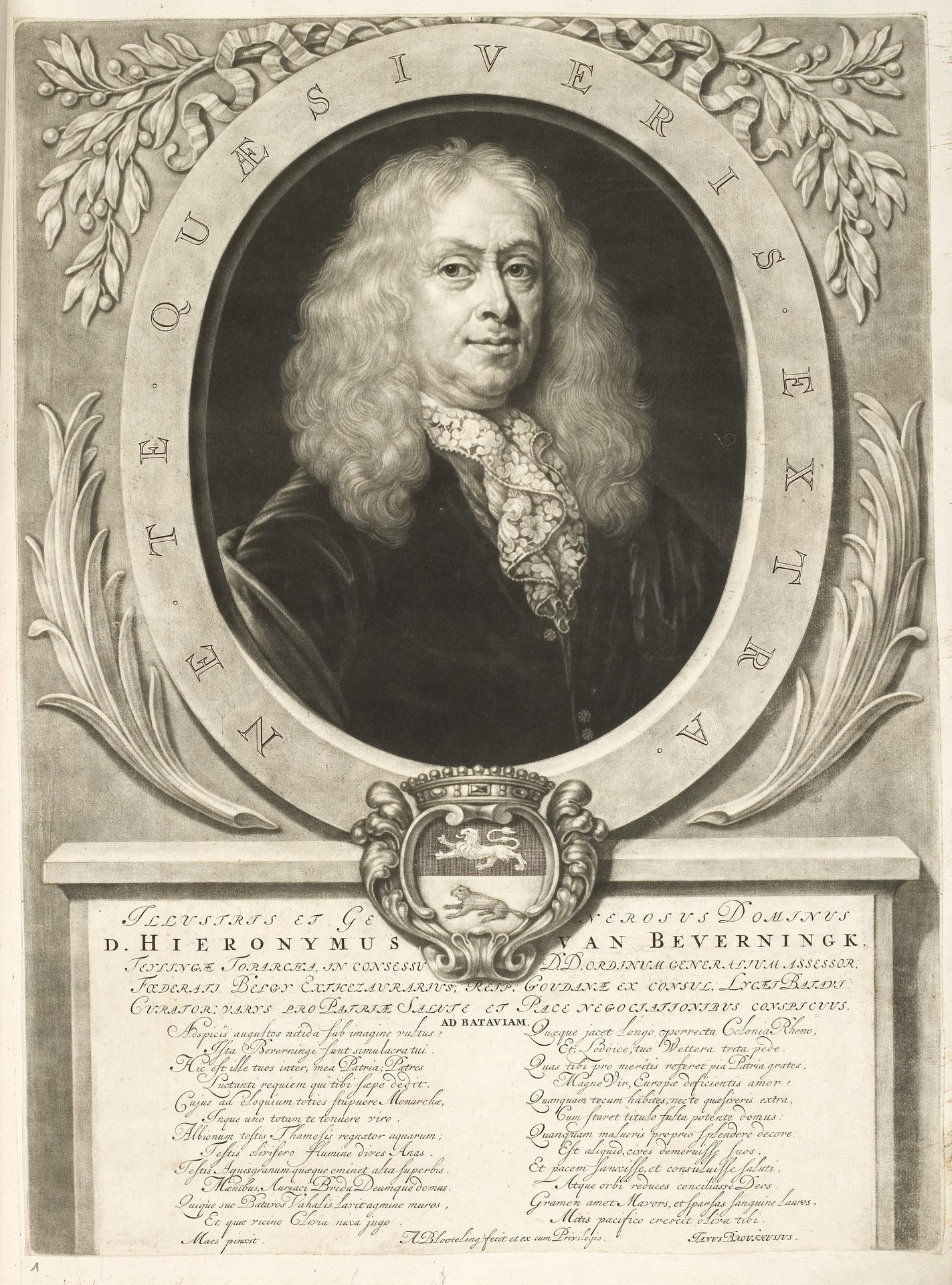
In Nijmegen onderhandelde Van Beverningh regelmatig in het geheim met de Franse delegatie. Soms liep hij daarbij vooruit op de opdrachten van de Staten-Generaal (Portret van Van Beverningh, in 1679 gemaakt door Abraham Bloteling).

De Republiek ging op 9 maart 1675 akkoord met het Engelse voorstel om onder haar bemiddeling in Nijmegen een nieuwe vredesconferentie te houden. De Staten-Generaal benoemden in mei dezelfde mannen die zij twee jaar eerder naar Keulen hadden gestuurd tot gezant: Van Beverningh, Odyk, Van Haren en Ysbrands. Van Beverningh was op het moment van zijn benoeming op zijn buitenplaats Lockhorst (of Oud Teylingen), waar hij volgens biograaf Frederik Bylandt waarschijnlijk sinds het einde van de vredesconferentie in Keulen het merendeel van zijn tijd doorbracht.
Van Beverningh en de rest van de delegatie vertrokken op 20 januari 1676 naar Nijmegen. Een maand later liet hij in een brief aan raadpensionaris Gaspar Fagel weten dat alleen de Engelsen aanwezig waren. Na diverse vertragingen en onenigheden over paspoorten – de Fransen arriveerden pas in de zomer – begon de conferentie op 17 november. Op 19 september 1676 schreef Van Beverningh aan Fagel dat hij met de Zweedse delegatie had gesproken, en dat Zweden 'gaarne uit den oorlog zou geraken'. In oktober ontmoette hij in het geheim de Zweedse diplomaat Johan Paulin Olivecrantz op zijn buitenplaats Lockhorst. De positie van Zweden was van belang omdat deze Franse bondgenoot de Alliantie, voornamelijk Brandenburg-Pruisen, vanuit het noorden onder druk zette. Van Beverningh maakte zich daarom in oktober ook zorgen over de Vrede van Żurawno tussen het Ottomaanse Rijk en het Pools-Litouwse Gemenebest, omdat hij van de Fransen hoorde dat zij verwachtten dat 'de geheele Poolsche militie in Fransche dienst zal overgaan'.
Op 16 januari 1677 vonden de eerste onderhandelingen plaats: Van Beverningh liet in een brief aan Fagel zijn frustratie merken over alle 'incidenten en questiën' die zich aandienden over het gebruik van titels, talen, volgorde van spreken etc. Net als de Republiek in 1674 afzonderlijke verdragen had gesloten met Frankrijks bondgenoten wilde koning Lodewijk XIV in Nijmegen de anti-Franse coalitie breken. Een afzonderlijk vredesverdrag met de Republiek bood daartoe het meeste kans, omdat het invloedrijke Amsterdam al sinds de conferentie in Keulen aanstuurde op vrede. De Franse delegatie was er ook van overtuigd dat Van Beverningh bereid was een afzonderlijke vrede tussen de Republiek en Frankrijk te tekenen. Hij zou een Franse diplomaat hebben verzekerd dat 'hy wist, dat zyn welstand en die der Staaten afhing van eene volkomen Eensgezindheid met Frankryk'. De geheime gesprekken die Godefroi d'Estrades in 1677 met hem voerde sterkten de Fransen in deze overtuiging.
De Engelse diplomaat William Temple constateerde in juli 1677 dat Van Beverningh optrad als bemiddelaar tussen Frankrijk en de bondgenoten van de Republiek, en aandrong op het sluiten van een vredesverdrag. Tegenover de bondgenoten was hij naar de mening van Temple 'een beetje grof', omdat hij dwingend aanstuurde op een vredesverdrag terwijl de Staten-Generaal nog niet met de Franse voorstellen hadden ingestemd. Bylandt schreef dat Van Beverningh een dergelijke bemiddelende rol al in 1674 aan De Courtin voorstelde: zodra Frankrijk en de Republiek het eens werden over een vredesverdrag zou hij de andere leden van de Alliantie overtuigen.
De Staten van Holland, daartoe aangespoord door Amsterdam onder leiding van burgemeester Henrick Hooft, drongen steeds sterker aan op het sluiten van vrede. Willem III en de andere gewesten wezen hen op de afspraak met de bondgenoten dat zij geen afzonderlijke vredesverdragen met Frankrijk zouden sluiten. Van Beverningh deed daarom diverse pogingen om een handelsverdrag met Frankrijk te sluiten dat los stond van een eventueel vredesverdrag, maar de Franse diplomaat Charles Colbert, broer van minister Jean-Baptiste Colbert, weigerde het mercantilistische beleid van zijn broer ter discussie te stellen. Desalniettemin bleven de handelsverdragen onderdeel van de vredesbesprekingen.
Na de val van Gent op 12 maart 1678 kregen de voorstanders van een vredesverdrag de overhand. Op 15 april stelde Frankrijk een ultimatum dat tegemoetkwam aan een aantal Amsterdamse wensen (zoals een verlaging van een aantal invoertarieven). In opdracht van de Staten-Generaal vroeg Van Beverningh om extra tijd om het Franse voorstel met de bondgenoten te kunnen bespreken. Hij liep echter op zijn taken vooruit en sprak al met de Franse diplomaat Jean-Antoine d'Avaux over een afzonderlijke vrede. Hij verzekerde d'Avaux dat de Staten-Generaal daarmee zouden instemmen. Desondanks probeerden Van Beverningh en Van Haren in Nijmegen om de Alliantie als geheel akkoord te laten gaan met het Franse ultimatum. De keizerlijke gezanten van Leopold I weigerden; zij hadden nog altijd 'hoop van groote successen'. Inmiddels had de vroedschap van Amsterdam op 3 mei besloten dat zij Van Beverningh en de Franse delegatie zouden schrijven 'om alles te doen tot het spoedig maken van vrede'.

#### Vrede met Frankrijk

Hiëronymus van Beverningh onderhandelde namens de Republiek één op één met de Franse koning Lodewijk XIV (Portret van Lodewijk XIV, in 1701 geschilderd door Hyacinthe Rigaud).

Op 18 mei nodigde Lodewijk XIV opnieuw een gezant van de Republiek uit om één op één met hem te spreken in zijn legerkamp bij Wetteren. De Staten-Generaal gaven Van Beverningh de opdracht om een wapenstilstand van zes weken te bedingen: dit moest de bondgenoten de tijd geven om het eens te worden over een gezamenlijk vredesverdrag met Frankrijk. Hij verliet Nijmegen met de instructies van de Staten-Generaal, en van raadpensionaris Fagel in het bijzonder, als uitgangspunt. Fagel benadrukte de belangen van Willem III en de bondgenoten, en liet weten 'zeer verblyt' te zijn dat Van Beverningh op reis was naar de Franse koning. In Wetteren werd hij ontvangen door de Franse minister Simon Arnauld de Pomponne. Hun gesprek kon evenwel geen verandering brengen in de eerdere standpunten van beide partijen. De ontmoeting met Lodewijk XIV enkele dagen later had hetzelfde resultaat. Hij slaagde er niet in om Lodewijk te overtuigen mildere eisen te stellen. Gebiedsuitbreiding ten koste van de Spaanse Nederlanden en Lotharingen was volgens de koning onvermijdelijk. Lodewijk ging wel akkoord met een wapenstilstand tot 1 juli. Op 4 juni informeerde Van Beverningh de Staten-Generaal en de Staten van Holland over het gesprek. Lodewijk XIV schreef naderhand aan de Staten-Generaal dat 'het gedrag en de persoon van den Heere van Beverningh hem zeer aangenaam geweest was'. Toen Van Beverningh op het punt stond te vertrekken uit Wetteren kreeg hij als geschenk twee portretten van de Franse koning aangeboden. De met edelstenen omlijste schilderijen hadden volgens de historicus Conradi een waarde van ongeveer 3.000 rijksdaalders per stuk. De Gouwenaar voelde zich vanwege zijn diplomatieke functie gedwongen de geschenken te weigeren.
Eensgezindheid onder de leden van de Alliantie bleef ook in juni uit, terwijl Amsterdam bleef aandringen op het sluiten van vrede. Zelfs het openlijk schenden van de wapenstilstand door Frankrijk kon de Staten-Generaal niet meer van de gekozen koers afbrengen: op 22 juni werd besloten om een afzonderlijke vrede met Frankrijk te sluiten. Van Beverningh werkte samen met de Franse delegatie aan een concept voor het verdrag. De Engelse bemiddelaars hadden hiervan nauwelijks weet; net als de delegaties van de bondgenoten werden zij niet betrokken bij de onderhandelingen. Van Beverningh had wel contact met de Spaanse afgevaardigden, bij wie hij er op aandrong om de bepalingen te accepteren. De Fransen grepen de haast in de Republiek aan om hun eisen bij te stellen en de belangen van hun bondgenoot Zweden extra te benadrukken. Van Beverningh uitte zijn frustratie hierover in een brief aan Fagel, en gaf aan dat hij vreesde 'dat het geheele vredeswerk ons sal ontschieten'. In de onderhandelingen over de verhoudingen tussen de bondgenoten na een vredesverdrag schikten Van Beverningh en de Staten-Generaal zich naar de Franse wensen: de steun aan de bondgenoten zou worden gestaakt en er kwam geen afgedwongen neutraliteit van de landen van Kleef.
Op 9 augustus 1678 deden de gezanten van de Republiek een officieel verzoek aan de Franse delegatie om een vredesverdrag te tekenen. De volgende ochtend bezochten de Franse diplomaten Van Beverningh en de andere gezanten om nog één keer alle punten in het vredesverdrag te bespreken. Volgens Bylandt was het te danken aan de 'bekwaamheid' van Van Beverningh dat de 'sluwheid' van d'Avaux hier niet op het laatste moment nog Franse voordelen wist te behalen. Laat op de avond van 10 augustus werden in de residentie van d'Estrades de vredesverdragen ondertekend. Een brief over de gesloten vrede van Van Beverningh aan Willem III bereikte de stadhouder door oponthoud pas enkele dagen later, waardoor hij op 14 augustus nog betrokken raakte bij de slag bij Saint-Denis. Van Beverningh was intussen naar Den Haag gereisd om de Staten-Generaal te informeren. Hij bood zijn ontslag aan, maar dit verzoek werd geweigerd. Amsterdam bedankte hem op 14 augustus voor zijn werk. De stad die de drijvende kracht was achter het afzonderlijke vredesverdrag verzekerde Van Beverningh dat zij er bij de Staten van Holland op had aangedrongen om hem voor deze taak in te zetten.

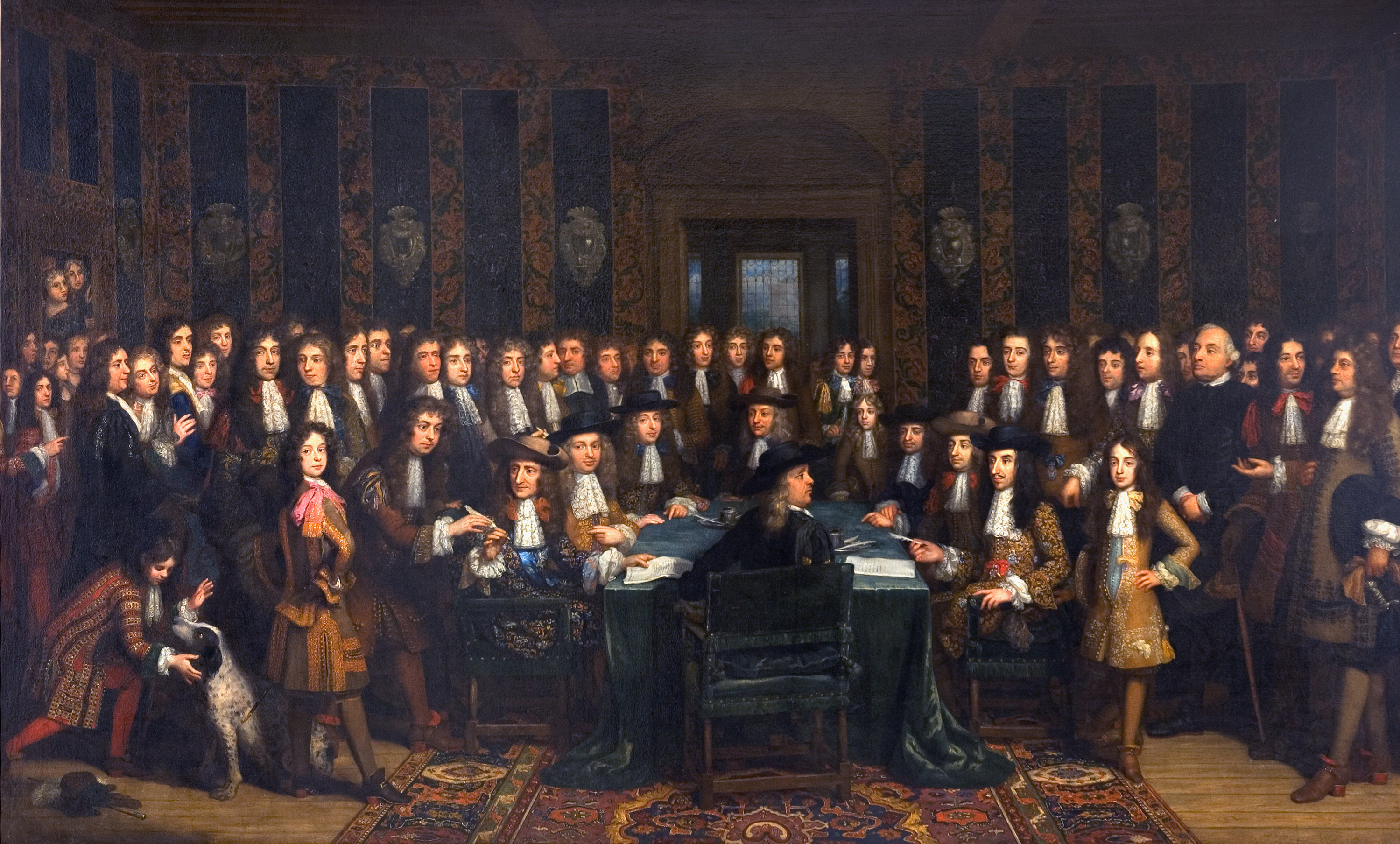
Frankrijk (links) en Spanje (rechts) tekenen een vredesverdrag onder bemiddeling van Hiëronymus van Beverningh en Willem van Haren (midden) (De vredesconferentie in Nijmegen, geschilderd door Henri Gascar).

In de maanden die volgden tekende Frankrijk vredesverdragen met Spanje en keizer Leopold I. De voortdurende bemiddeling door Van Beverningh en anderen kon niet voorkomen dat Brandenburg-Pruisen en Denemarken als enige overgebleven landen genoegen moesten nemen met ongunstige bepalingen. Het laatste vredesverdrag dat in Nijmegen werd gesloten was de vrede tussen de Republiek en Zweden. De moedernegotie met de landen rond de Oostzee was van groot belang voor de Republiek. Van Beverninghs opdracht in deze onderhandelingen was daarom voornamelijk economisch van aard; zoals de hoogte van de belastingen voor schepen die de Sont passeerden. Op 2 oktober 1679 werd er een vredesverdrag gesloten en was de Hollandse Oorlog voorbij.
De vredesconferentie in Nijmegen vormde het sluitstuk van Van Beverninghs diplomatieke carrière. Op 19 oktober informeerde hij samen met de andere gezanten de Staten-Generaal over het verdrag met Zweden. De inmiddels 65-jarige Gouwenaar was daarna vrij om zich terug te trekken op zijn buitenplaats Lockhorst. Hij was daartoe extra geneigd door de vele kritiek die hem na de vrede met Frankrijk ten deel was gevallen. Van Beverninghs grote rol in deze afzonderlijke vrede was in binnen- en buitenland bekend; de Franse predikant en schrijver Jacques Basnage de Beauval sprak zelfs over de 'Vrede van Beverningh'. Hij werd ook gecomplimenteerd: de Engelse diplomaat Temple, die zijn rol als bemiddelaar nauwelijks kon uitvoeren door alle geheime contacten tussen Frankrijk en de Republiek, concludeerde dat Van Beverningh 'den bekwaamsten Ambassadeur' was die hij ooit had ontmoet. Van Beverninghs geboorteplaats Gouda schonk hem in 1679 twee zilveren chenets ter ere van de Vrede van Nijmegen.

### Latere leven (1678–1690)
Na de vredesconferentie in Nijmegen trok Van Beverningh zich terug uit openbare functies. Op zijn buitenplaats Lockhorst wijdde hij zich aan het kweken van uitheemse planten zoals lelies, kaneelbomen en theeplanten. Diverse van deze planten gaf hij aan de botanische tuin van de universiteit in Leiden, en aan keurvorst Frederik Willem I schonk hij een van zijn kaneelbomen. In 1686 rekende de Engelse schrijver en tuinier John Evelyn de tuin van Van Beverningh tot de meest bijzondere in de Republiek. Van Beverningh bleef curator van de Universiteit Leiden, een erebaan waartoe hij na de vredesconferentie in Keulen was benoemd. Regelmatig was hij in de universiteitsbibliotheek, ongeveer een uur reizen van zijn buitenplaats.
In 1685 raakte Van Beverningh toch nog een keer betrokken bij de politiek. In Leiden brak een bestuurscrisis uit waarbij twee groepen in de vroedschap lijnrecht tegenover elkaar kwamen te staan. De Leidse vroedschap werd gedwongen om een bemiddelaar te accepteren. Samen met de Staten van Holland koos Willem III voor Van Beverningh. De verkiezing van 1685 werd ongeldig verklaard en Van Beverningh dwong twee van de vier burgemeesters om af te treden. Bij wijze van compromis werden in hun plaats twee burgemeesters uit de minderheid gekozen – onder wie Jacob van der Maas.
Op 23 oktober 1690 was Van Beverningh 's ochtends in de bibliotheek in Leiden om handschriften uit de collectie van Isaac Vossius te bestuderen en ordenen. De collectie was op zijn aandringen door de Staten gekocht. Hij struikelde die dag van een 'hoge trappe' en onderweg terug naar huis voelde hij zich plots onwel. Het bleek het begin van een koorts die steeds erger werd en waaraan hij een week later op 30 oktober, op 76-jarige leeftijd, overleed.

## Persoonlijk

### Huwelijk

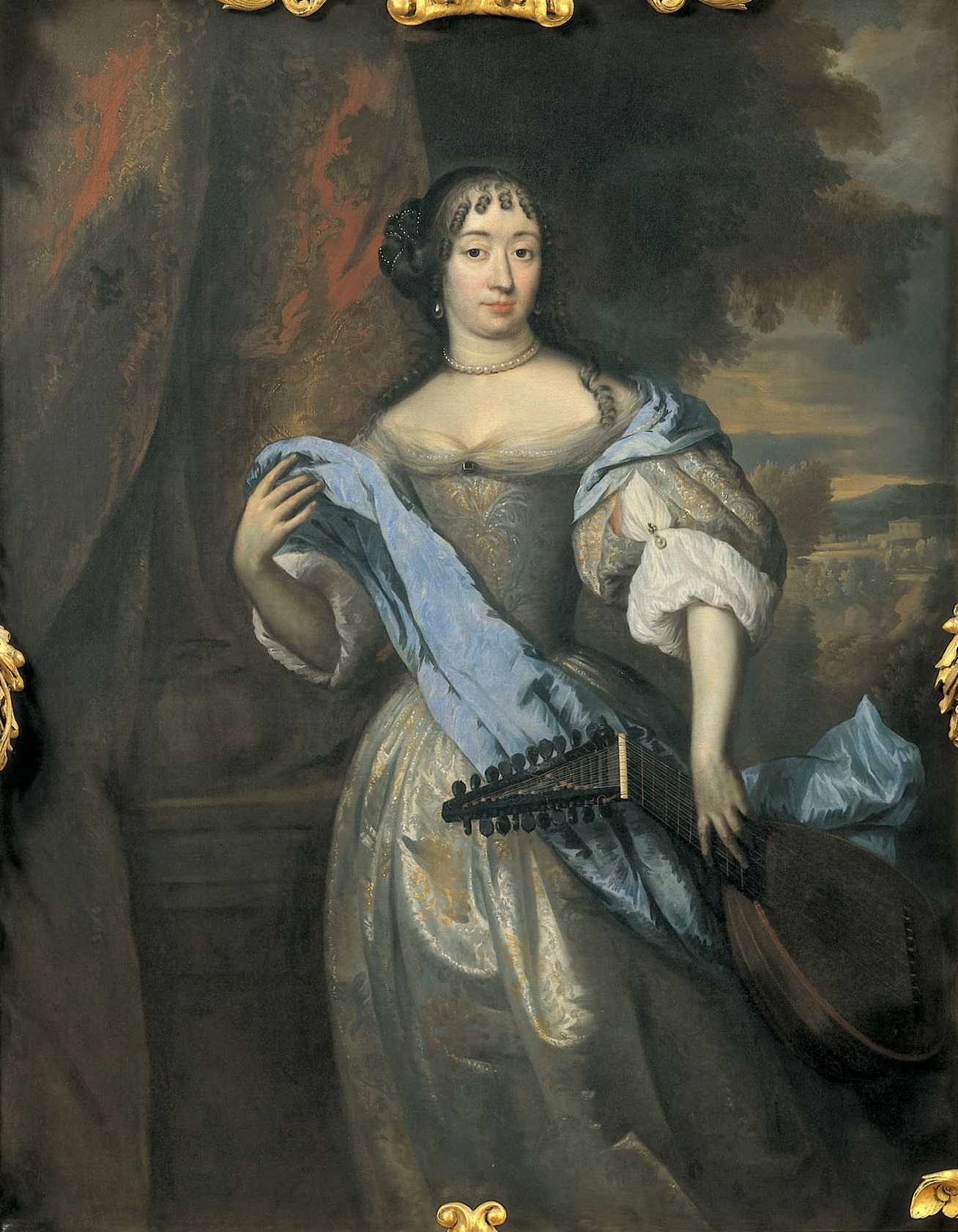
Hiëronymus van Beverningh trouwde in 1655 met de 20 jaar jongere Johanna le Gillon uit Amsterdam (Portret van Johanna le Gillon, in 1670 geschilderd door Jan de Baen).

Van Beverningh trouwde op 4 april 1655 in de Nieuwe Kerk in Amsterdam met Johanna le Gillon (1635–1706), dochter van de Amsterdamse arts Willem le Gillon en Christina Balestel. Haar zus Christina le Gillon trouwde datzelfde jaar met de latere bewindhebber van de VOC, Cornelis Backer, lid van het regentengeslacht Backer. De zussen Le Gillon waren afkomstig uit een adellijk geslacht uit het Franse Picardië.
Johanna le Gillon was bevriend met Constantijn Huygens. Hij bezocht haar in 1669 op de buitenplaats van Van Beverningh, Lockhorst. Samen bekeken ze de uitheemse planten die Van Beverningh in zijn tuin verzamelde. In april 1670 stuurde Huygens haar een aantal muziekstukjes voor de luit. Hij had deze tijdens zijn reizen zelf gecomponeerd.
Het huwelijk bleef kinderloos. De 'aanzienelijke goederen' die Van Beverningh volgens Ignatius Walvis naliet werden voornamelijk geërfd door Jacob van der Dussen, burgemeester van Gouda en schoonzoon van Hiëronymus' zus Catharina. Zijn zoon Bruno van der Dussen trad in de voetsporen van zijn oudoom en was onder andere betrokken bij de vredesconferentie in Utrecht in 1713.

### Grafkapel

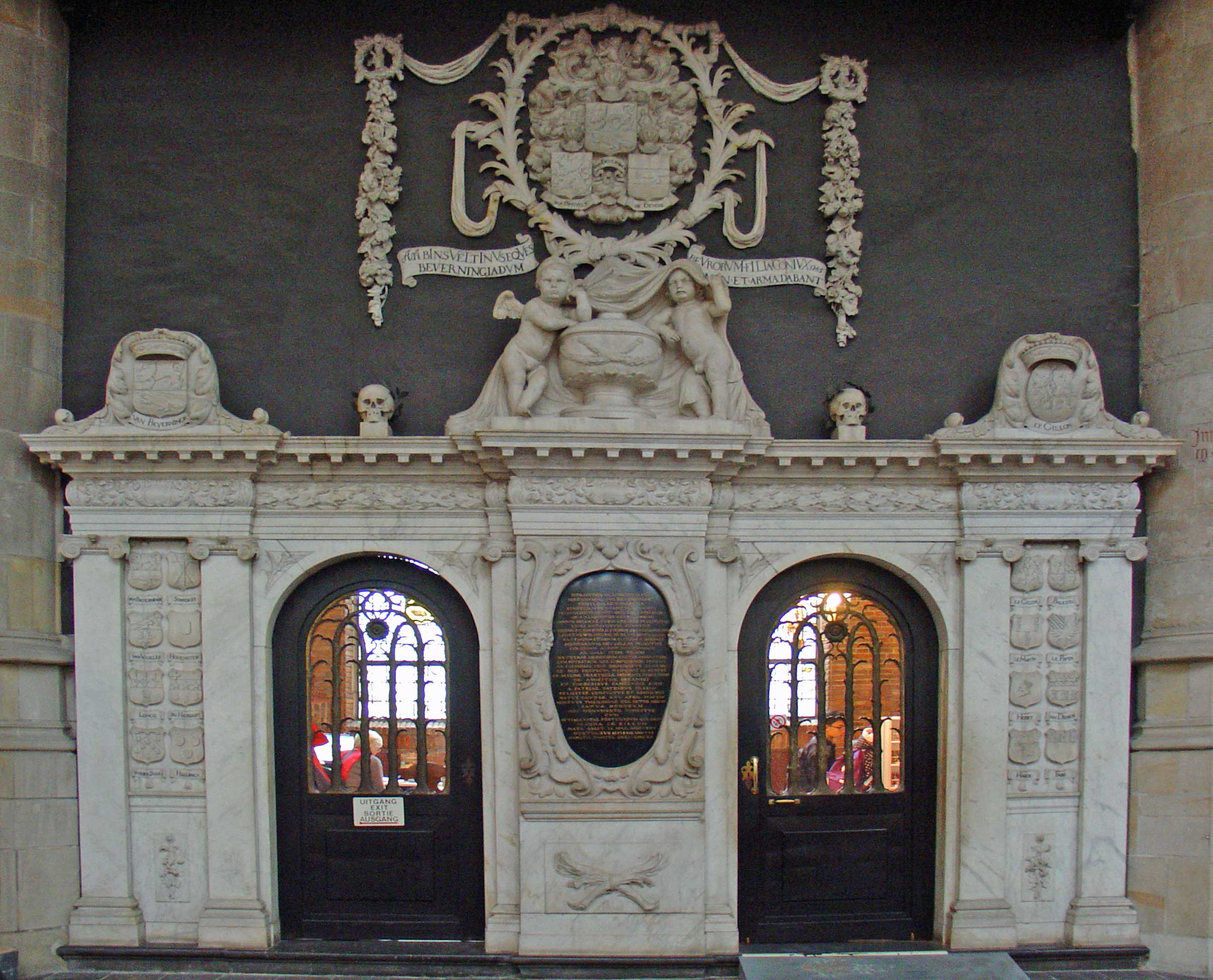
De Van Beverninghkapel in de Sint-Janskerk in Gouda.

Van Beverningh werd op 6 november 1690 bijgezet in zijn grafkapel in de Sint-Janskerk in Gouda. Hij kocht de kapel, destijds bekend als de 'IJzeren Kapel', in 1668 van Willem van Blois van Treslong – een verre nazaat van stadsheer Jan II van Blois. Hij liet de kapel grondig verbouwen. In de eerste fase van de verbouwing werkte Van Beverningh met de Antwerpenaar Artus Quellinus, in 1668 nam Bartholomeus Eggers diens taken over. Eggers schreef Van Beverningh dat hij gebruik wilde maken van een specifiek soort marmer: 'het alderwitste datmen vinden kan'. De keuze viel daarom op marmer uit de Italiaanse stad Carrara. Oorlogsschepen van de Admiraliteit van Amsterdam vervoerden de zware blokken in 1669 naar Holland. Het werk aan de grafkapel werd in december 1674 afgerond.
De kapel bevat een grafschrift dat in opdracht van Van Beverninghs nabestaanden werd opgesteld door Johannes Graevius. De dichter Joan van Broekhuizen maakte daarop het volgende bijschrift:

Al wat ge uw burg'ren of uw Vaderland kond geven,
Gij gaaft het, die tot heil van Neêrland zaagt het licht,
Thans, BEVERNINGK! na 't eind van uw uitmuntend leven,
Treurt Gouda's maagd, misvormd, de hairlok langs 't gezigt,
Steeds leeft uw roem, terwijl uw deugd, teregt verheven,
Voor uw verdiensten dit gedenkstuk heeft gesticht.
— Bijschrift van Joan van Broekhuizen, uit het Latijn vertaald door Cornelis van Lennep.

## Vernoeming
- In Hiëronymus van Beverninghs geboorteplaats Gouda is in 1903 een straat naar hem vernoemd; de Van Beverninghlaan. De aanliggende straten zijn eveneens vernoemd naar politiek actieve personen uit de Goudse geschiedenis: Van Strijenstraat, Van Bergen IJzendoornpark en Van Swietenstraat.[203]

## Verantwoording
- Biografisch Portaal: 17520041
- Digitale Bibliotheek voor de Nederlandse Letteren: beve038
- Gemeinsame Normdatei: 100854516
- International Standard Name Identifier: 0000 0000 0203 6198
- Nederlandse Thesaurus van Auteursnamen: 070654298
- Système universitaire de documentation: 251659429
- Virtual International Authority File: 42195098